# USS Monaghan (DD-354)
DD 354 Monaghan (Корабль соединённых штатов Монахэн) — американский эсминец типа Farragut.
Заложен на верфи Boston Navy Yard 21 ноября 1933 года. Спущен 9 января 1935 года, вступил в строй 19 апреля 1935 года.
17 декабря 1944 года перевернулся и затонул во время тайфуна близ острова Лусон.